# Parque Internacional de Arte
El Parque Internacional de Arte PIA, (anteriormente "Parque Internacional de Esculturas") es un centro cultural y ecológico ubicado en la vereda "Salto Arriba" del municipio de Marinilla en el departamento de Antioquia, Colombia.  En el PIA se desarrollan los proyectos "Parque de Esculturas", "Museo Arqueológico", "Observatorio y Senderos Ecológicos de Flora y Fauna" y "Ecomuseo para la Restauración Social y la Convivencia Rural" .

## Historia

### Parque Internacional de Esculturas
En 2011 un grupo de personas, lideradas por el escultor Leobardo Perez Jiménez, el periodista Luis Alirio Calle, el exalcalde de Marinilla Jose Luis Duque y Leobardo Arango, formaron la corporación "El Hilo de Ariadna" con la finalidad de crear un parque de esculturas al aire libre que albergara obras de artistas internacionales.
En 2012, en terrenos de la vereda « Salto Arriba » del municipio de Marinilla, la corporación inició la construcción de un salón de actividades y de una sala de exposiciones. En el salón de actividades se iniciaron diversas actividades artísticas y culturales, realizando para ello convenios con el Estado, y convocando de esta manera la participación de entes institucionales de relevancia como las entidades universitarias más importantes de la región, así como recibiendo el apoyo de las autoridades municipales.

### PIA
En junio de 2017, después del lanzamiento de los proyectos "Museo Arqueológico", "Observatorio y Senderos Ecológicos de Flora y Fauna" y "Ecomuseo para la Restauración Social y la Convivencia", el proyecto paso de denominarse "Parque Internacional de Esculturas" a "Parque Internacional de Arte PIA".

### Restauración de Bosques
En enero de 2018, en colaboración con el Jardín botánico de Medellín, en terrenos donde esta instalado el PIA, se finalizó la siembra de 6 hectáreas con plantas, principalmente árboles nativos, enfocadas en la restauración de bosque, a través de un convenio llevado con el "Programa Bosques Andinos" de la Agencia Suiza para Desarrollo y Cooperación, HELVETAS y CONDESAN.

## Ubicación
El PIA se ubica en la región del oriente antioqueño, en terrenos que forman parte del municipio de Marinilla, vereda Salto Arriba, y se localiza a aproximadamente 17 kilómetros de la cabecera municipal. Es también cercano a los territorios de El Peñol, San Vicente, y a la represa de Guatape. Esta aproximadamente a 36 kilómetros del aeropuerto Internacional José María Córdova, y a 50 kilómetros de Medellín.

## Programas

### Parque de Esculturas
El Parque de Esculturas es el proyecto fundador del parque. Artistas locales, nacionales e internacionales visitan el PIA, se inspiran del paisaje y la naturaleza, trabajan con la comunidad local, y al final de su estancia dejan el trazo de su experiencia en el PIA a través de sus creaciones.

### Museo Arqueológico
El Museo Arqueológico pone en relieve la riqueza arqueológica de la región, y da espacio a las culturas ancestrales que habitaron la región e incluso en terrenos del PIA. La apertura de la muestra de la colección al público esta proyectada para finales de 2018, principios de 2019.

### Observatorio y Senderos de Flora y Fauna
El programa Observatorio y Senderos de Flora y Fauna (OSFF) inicio en el 2011 con la protección de 3 bosques y 2 humedales que forman parte de los territorios del PIA. En el 2017, gracias a un convenio acordado a través del Jardín botánico de Medellín, se inició la siembra de cerca de 6.000 árboles nativos en aproximadamente 6 hectáreas de los terrenos que ocupa el PIA. El PIA realiza el seguimiento y mantenimiento de los árboles sembrados, con la finalidad de garantizar el éxito de la restauración, y ofrece talleres informativos sobre los bosques, y la restauración y conservación de la naturaleza.  
El Programa OSFF tiene como objetivo el hacer tangible para los visitantes del PIA, los ideales de conservación ecológica en la región, que son parte fundamental de la agenda del país a nivel nacional e internacional, transmitiendo conocimiento en torno a la belleza de la naturaleza, y creando así conciencia sobre la importancia de la protección de la flora y la fauna.   

### Ecomuseo para la Restauración Social y la Convivencia Rural
De la mano del proyecto Parque de Esculturas, el Ecomuseo para la Restauración Social y la Convivencia Rural ha desarrollado programas de iniciación a las artes con los habitantes del sector, talleres sobre conservación de la naturaleza, y tiene un huerto/lab para la siembra sana, sin químicos, la permacultura, la agricultura equitable y sostenible. 
Actualmente este programa se desarrolla en 2 espacios: una casa campesina típica de la región, que está siendo conservada en su estado original, y un "Salón de Actividades" construido en 2015. El programa realiza talleres y encuentros con los habitantes de las comunidades locales.
Enfocado en la cooperación con los habitantes de la región, principalmente campesinos/agricultores, el ecomuseo busca incorporar la historia reciente de sus habitantes, marcada por la violencia, pero desde una perspectiva enfocada en el presente y el futuro de la región y sus habitantes, evitando toda forma de victimización, y aportando al mejoramiento de la calidad de vida.